# Роська
Ро́ська — річка в Україні, в межах Погребищенського й Оратівського районів Вінницької області та Тетіївського району Київської області. Права притока Росі (басейн Дніпра).

## Опис
Довжина 73 км, сточище (площа басейну) 1100 км². Пересічна ширина річища 3—8 м. Похил річки 1,8 м/км. Долина трапецієподібна, з розчленованими схилами заввишки до 20—40 м. Заплава переважно двостороння. Річище помітно звивисте, дно замулене. Живлення снігове та дощове. Замерзає на початку грудня, скресає в березні. Споруджено невелике водосховище і багато ставків. Воду використовують для водопостачання та зрошення. Рибництво. Середня витрата води у гирлі Роськи становить 3,00 м³/с.

## Розташування

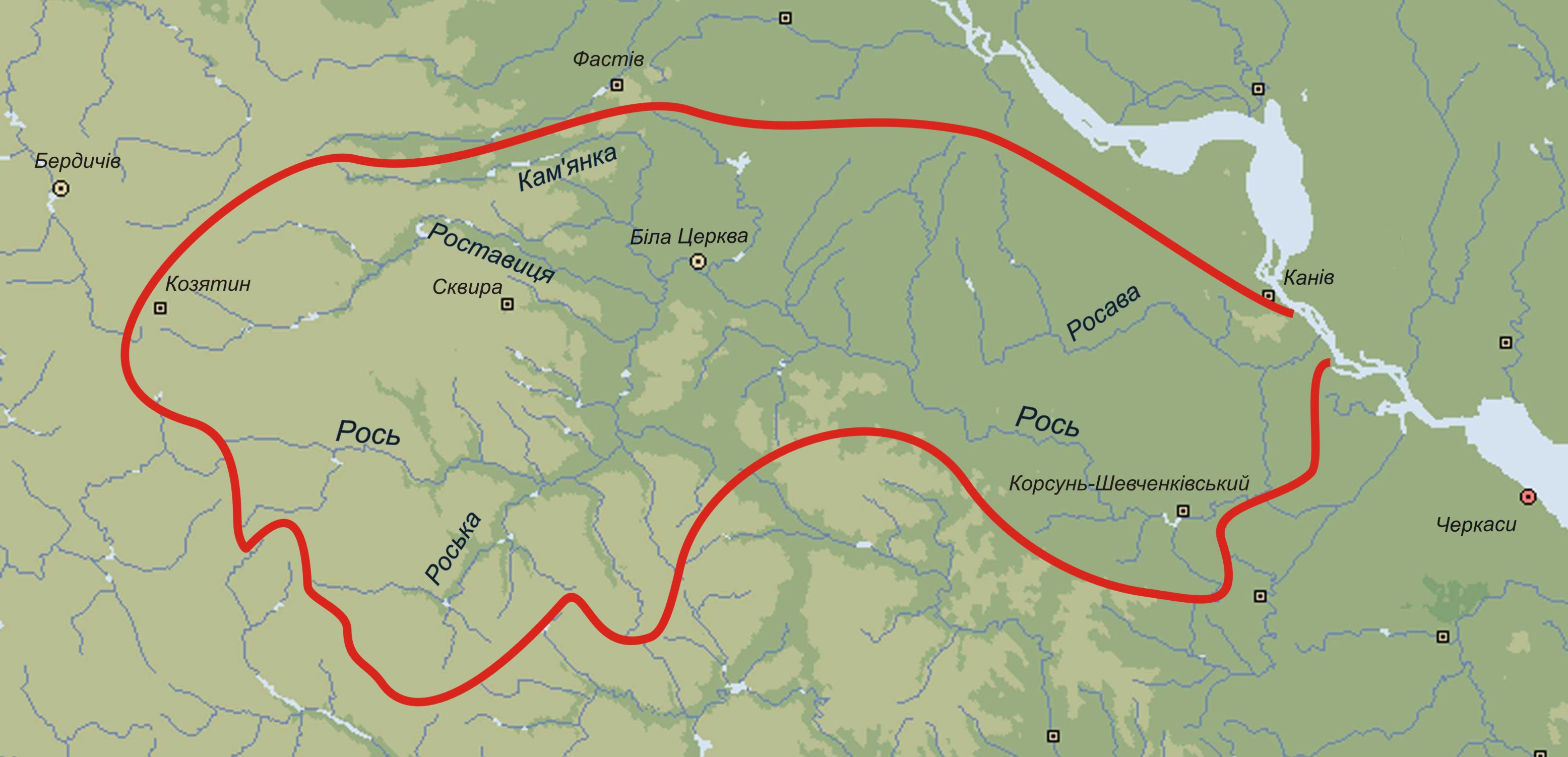
Розташування на карті у басейні річки Рось

Роська бере початок із джерела неподалік від села Андрушівка. Тече в межах Придніпровської височини спершу на схід, потім на південний схід, від села Новоживотів і до гирла — на північний схід. Впадає до Росі на північний схід від села Скибинці.

## Основні притоки

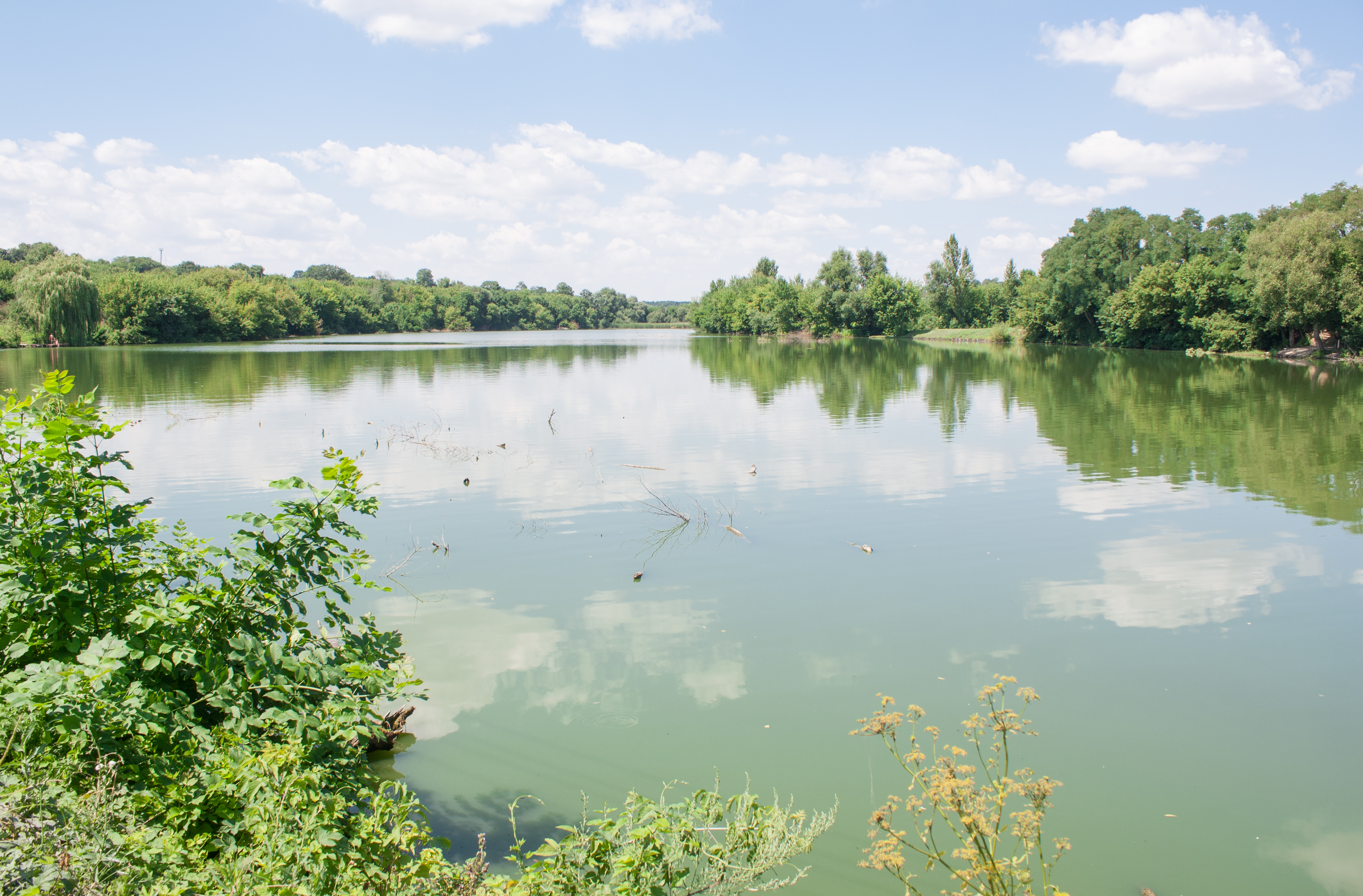
Ставок на безіменній річці у с. Скоморошки

### Праві
- Гнила
- Грузький - потік у Тетіївській міській громаді. Впадає на південній околиці села Кашперівка, біля Кашперівського кар'єру. [1][2][3]
- Дубравка
- Жидь
- Осичка
- Росішка
- Річка без назви. Бере початок у Паріївці. Тече переважно на північний схід через урочище Юлинська Безодня[4] і в Андрушівці впадає у Роську за 66 км від її гирла. Довжина річки - 7,2 км, площа басейну - 20 км².
- Річка без назви. Бере  початок на північному заході від Голодьків. Тече переважно на північний захід через Бугаївку і впадає у Роську за 28 км від її гирла. Довжина річки - 6,2 км, площа басейну - 11,8 км². Річку перетинає автомобільна дорога Р17.

### Ліві
- Фоса
- Річка без назви. Бере  початок на південному сході від Васильківців. Тече переважно на південний схід і впадає у Роську на південно-східній околиці села Плисків за 60 км від її гирла. Довжина річки 5 км, площа басейну - 16,8 км².

- Річка без назви (урочище Дегтярний Яр). Бере початок на південному сході від Ганнівки. Тече переважно на південний схід через Скоморошки і біля Кам'яногірки впадає у Роську за 43 км від її гирла. Довжина - 8,8 км, площа басейну - 22 км².

- Річка без назви. Бере початок на південному заході від Човновиці. Тече переважно на південний схід і на околиці Кам'яногірки впадає у Роську за 41 км від її гирла. Довжина річки - 8,2 км, площа басейну - 11 км².

## Населені пункти
Над річкою лежать місто Тетіїв, а також чимало сіл, серед яких село Теліжинці — батьківщина поета Івана Драча, прозаїка Василя Бондара, українського економіста та історика, професора Григорія Василенка.

## Галерея

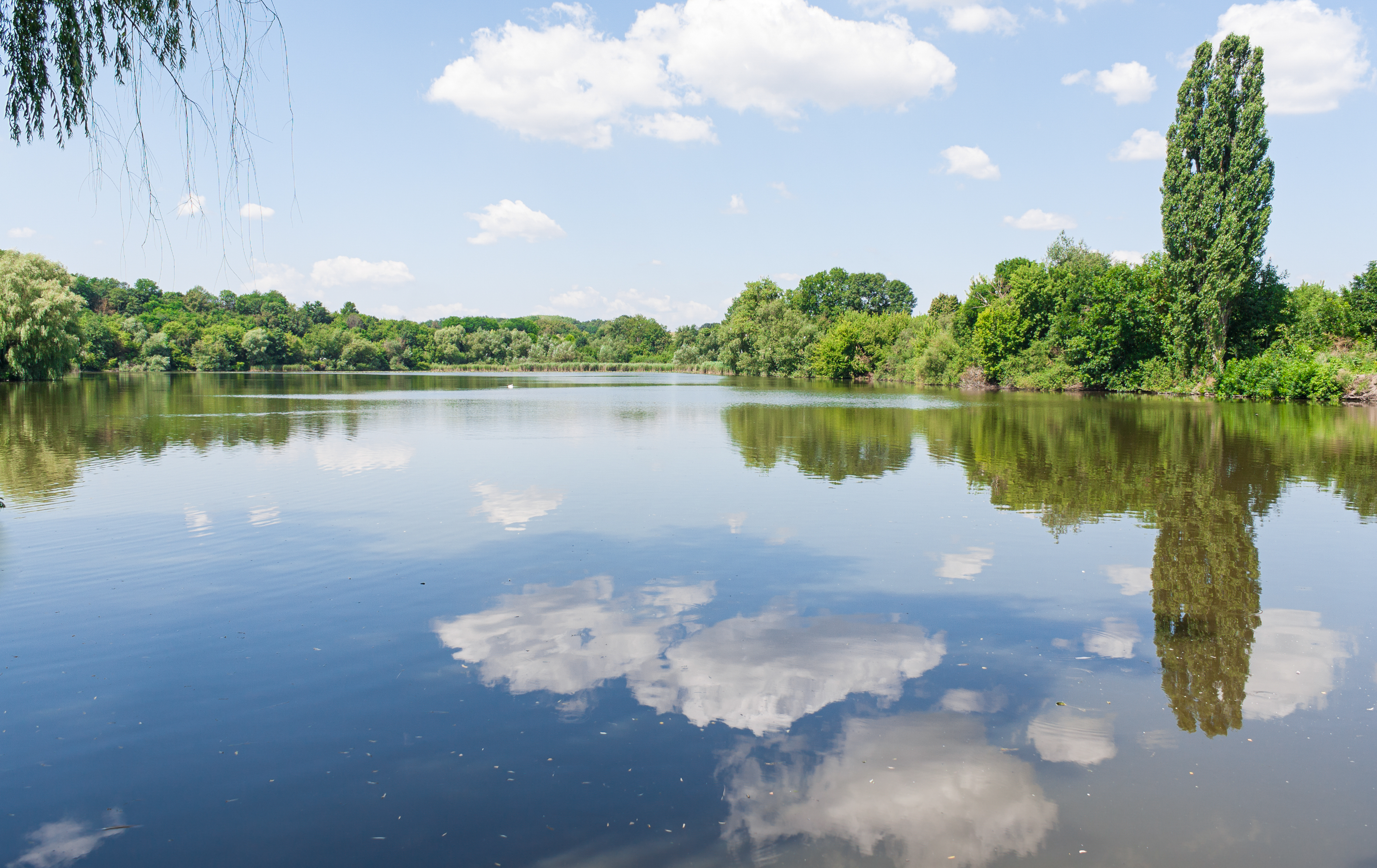
Ставок на річці у селі Чернявка
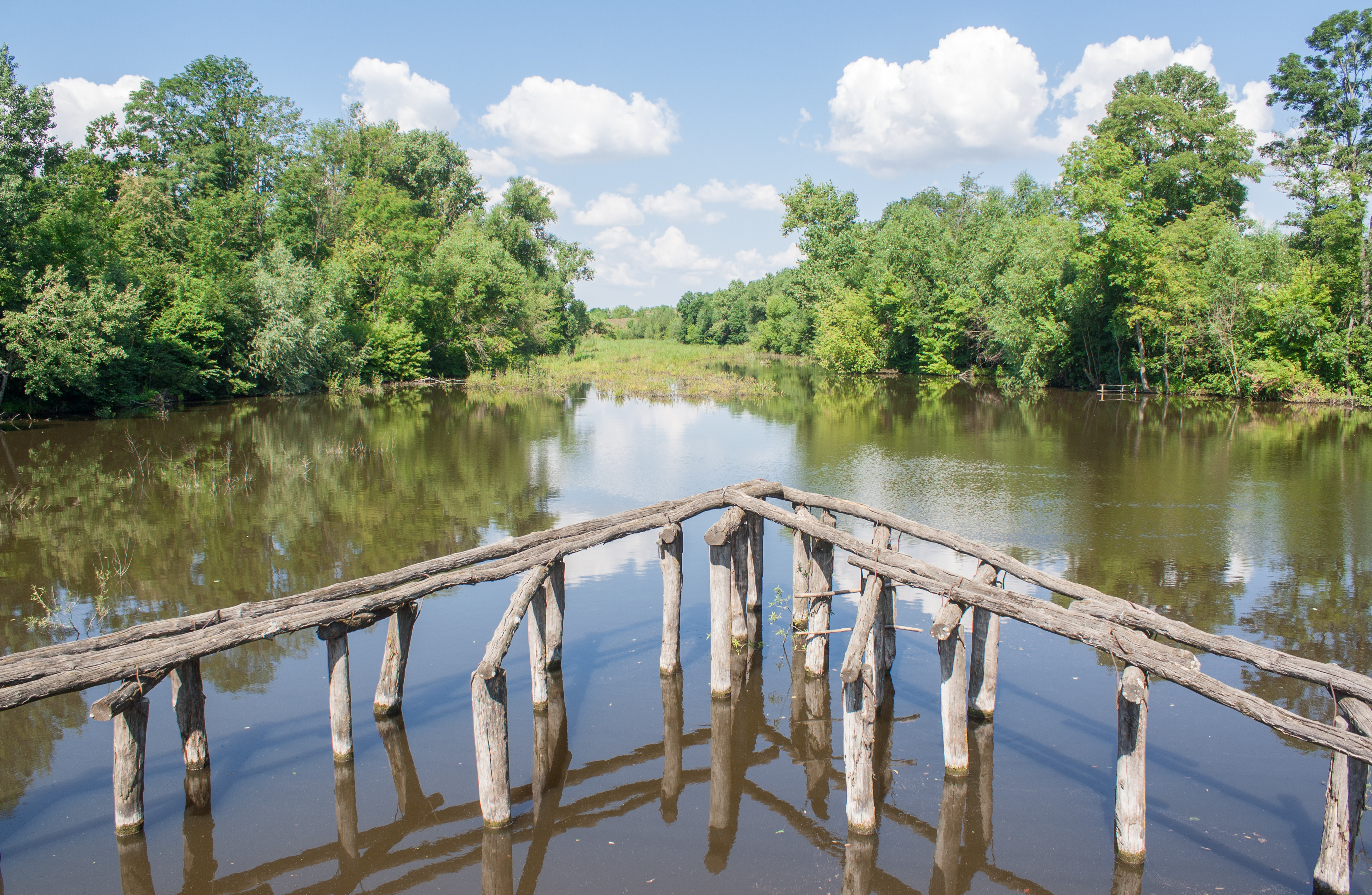
Річка в селі Скала
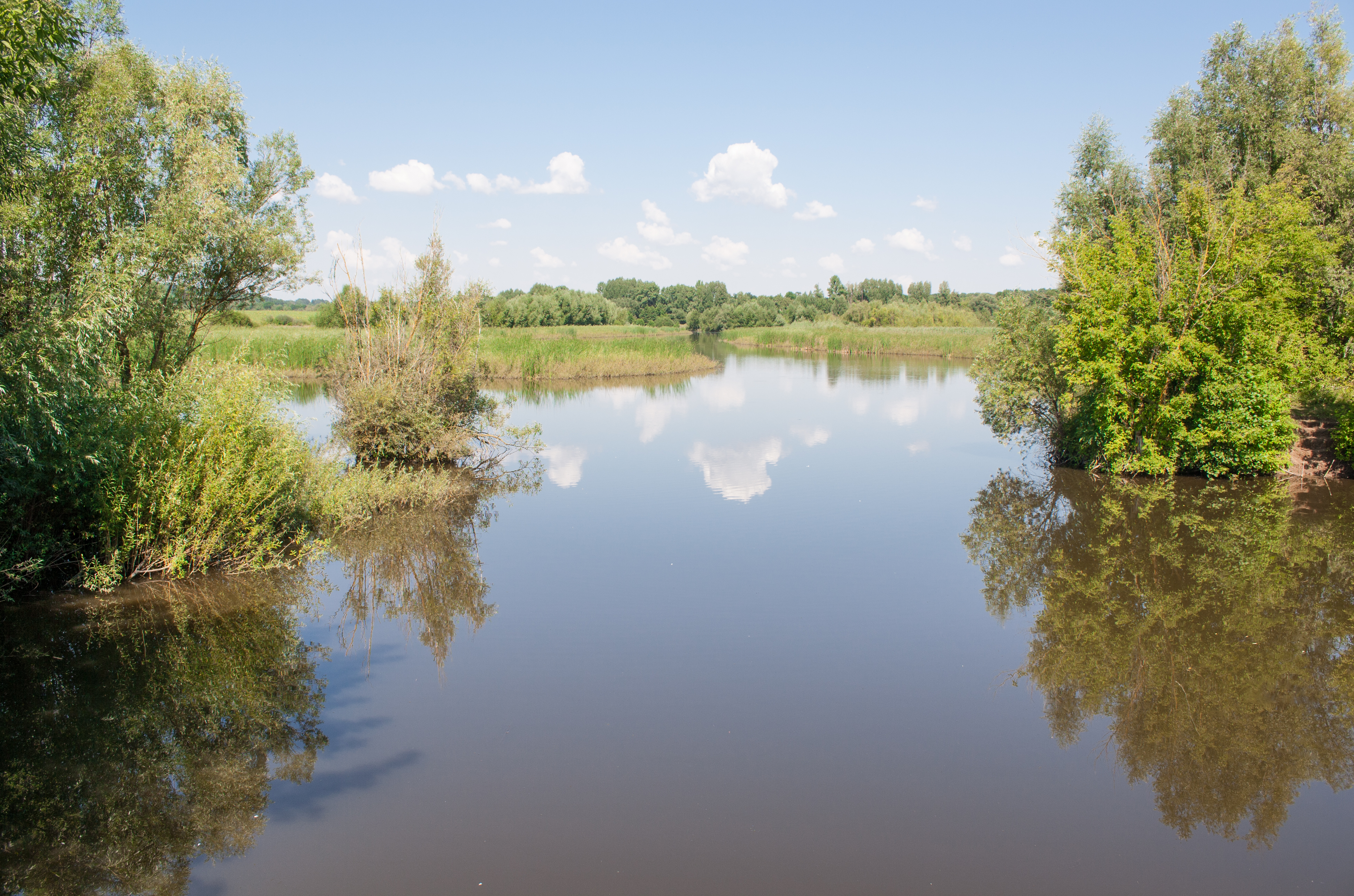
Річка в селі Вербівка
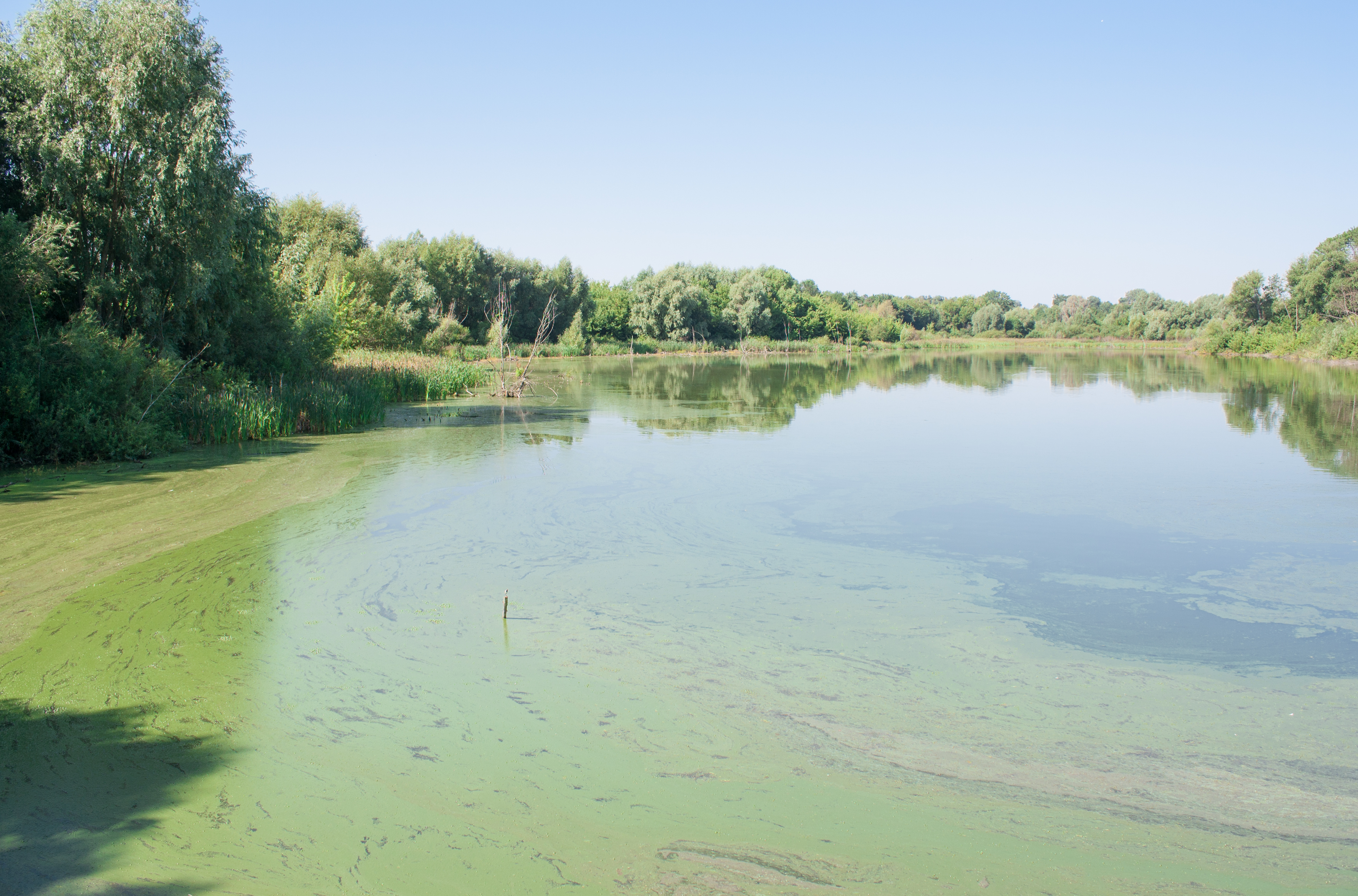
Ставок на річці в селі Кам'яногірка
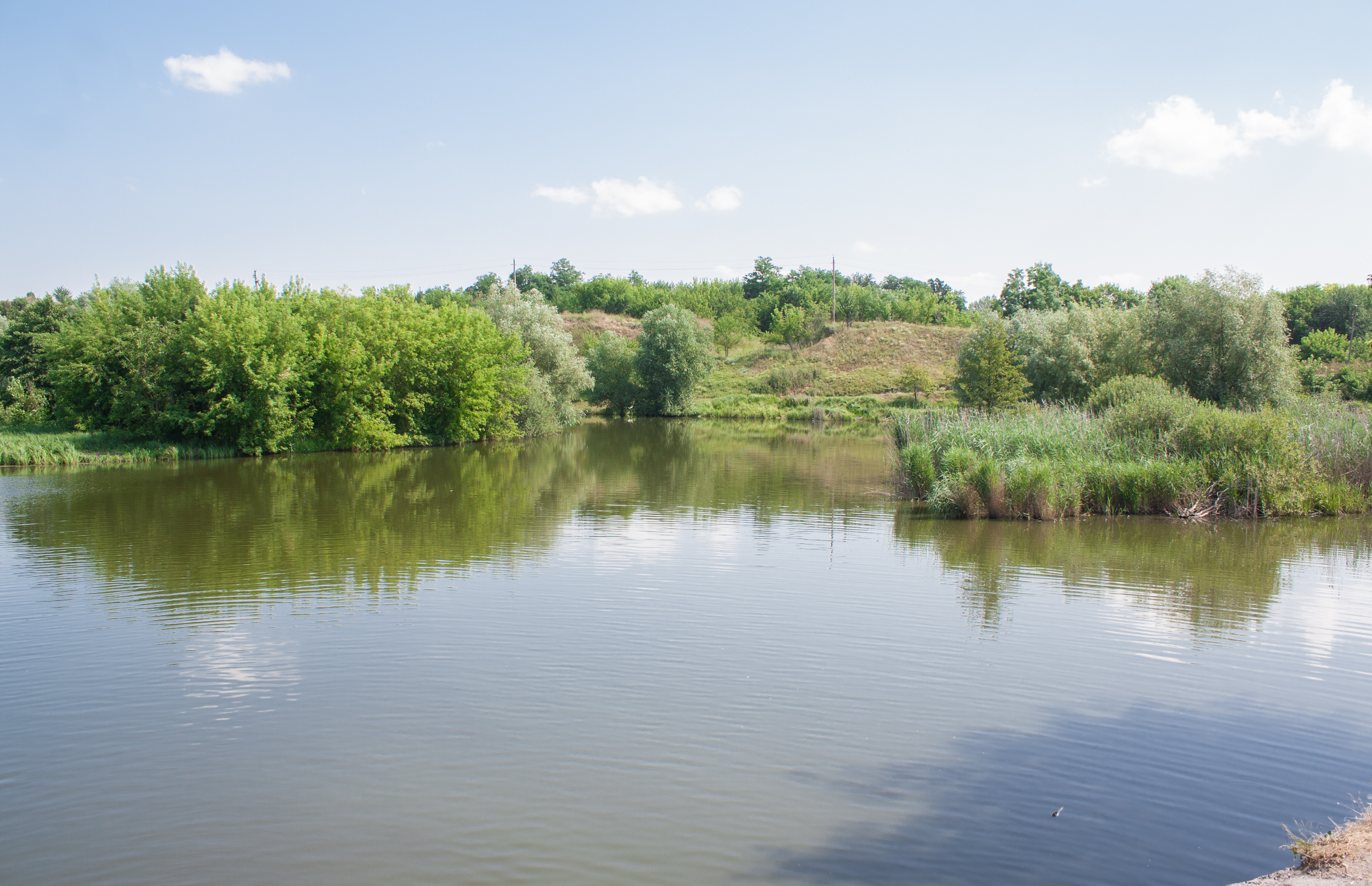
Річка в селі Новоживотів
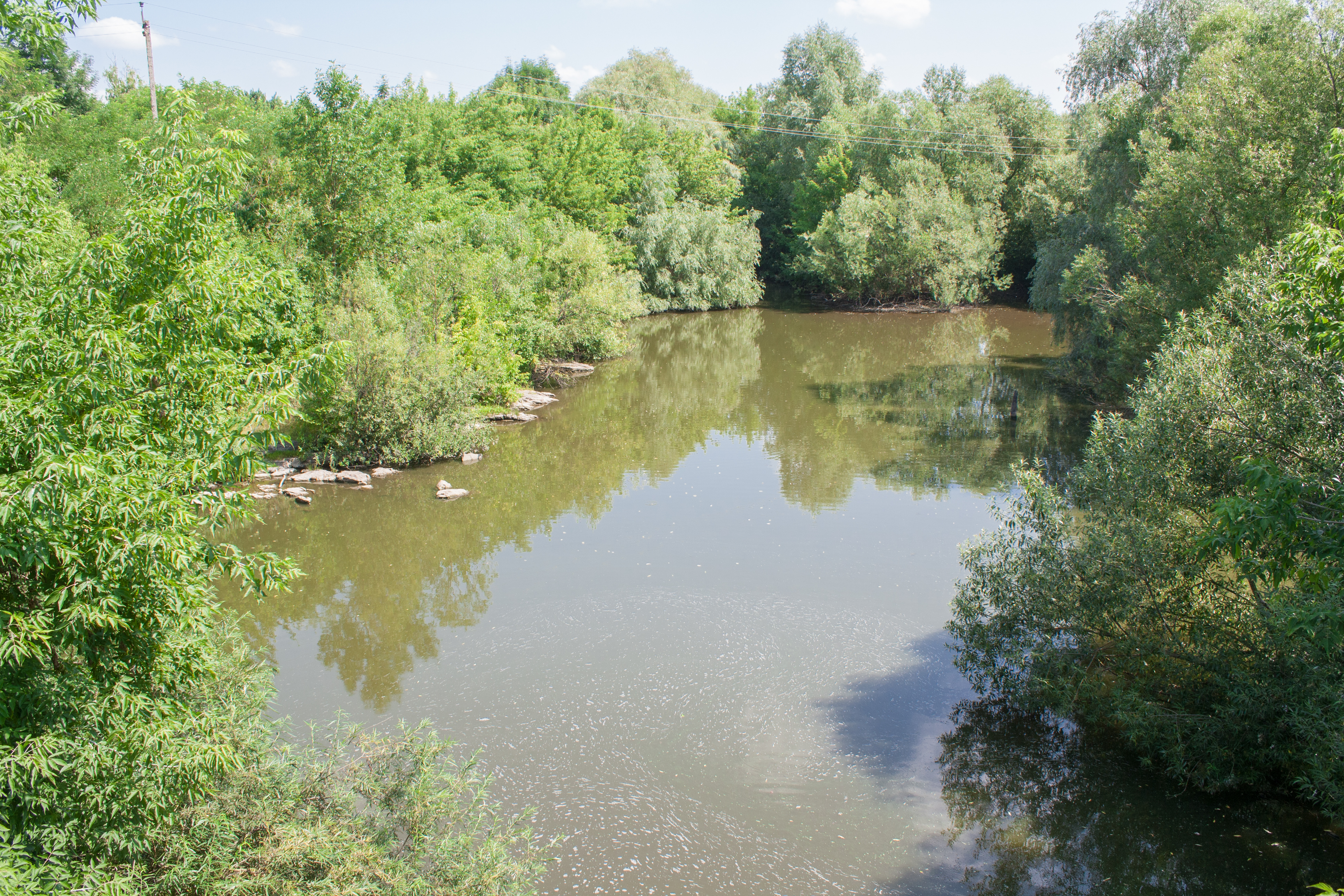
Річка в селі Якимівка
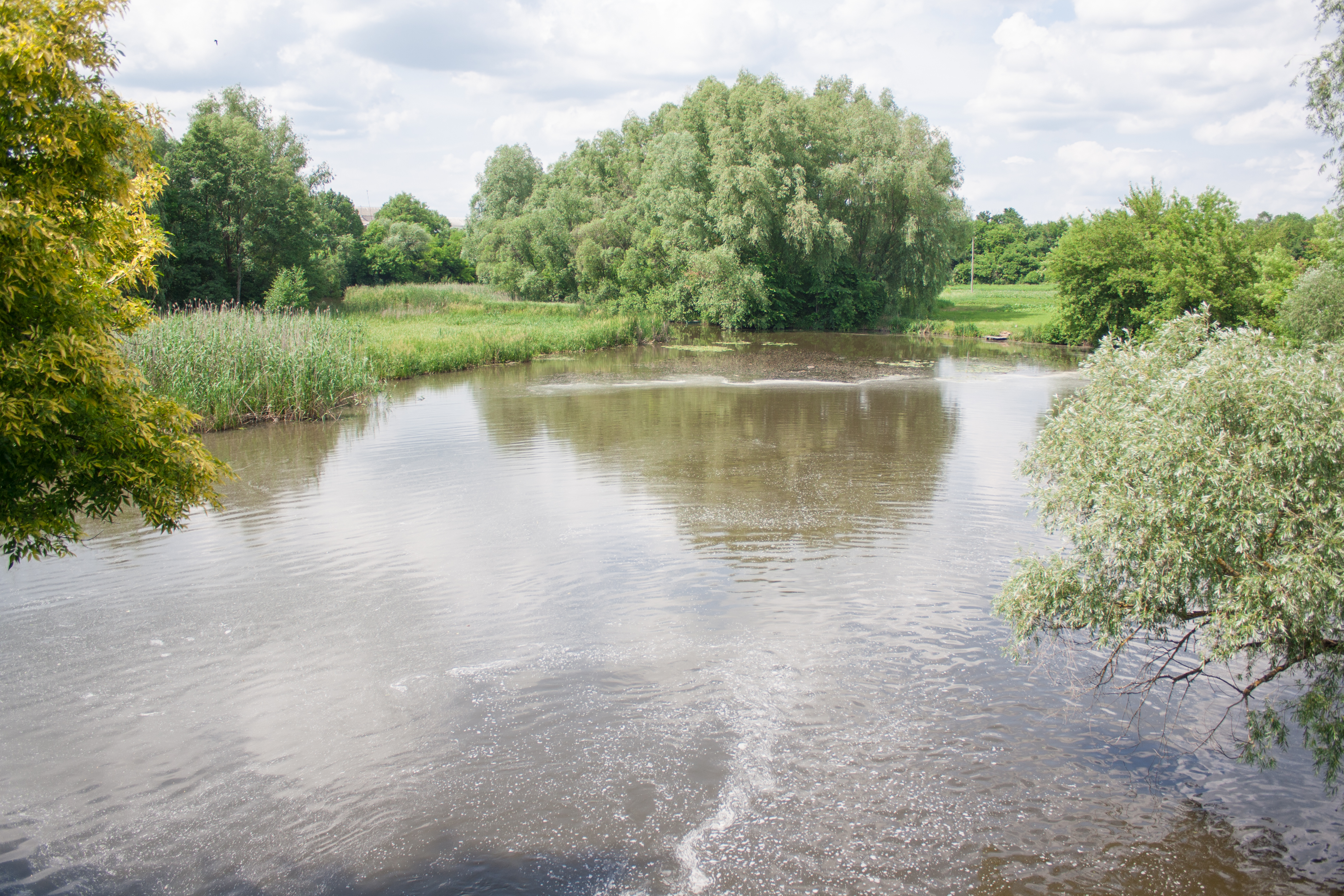
Річка в селі Теліжинці
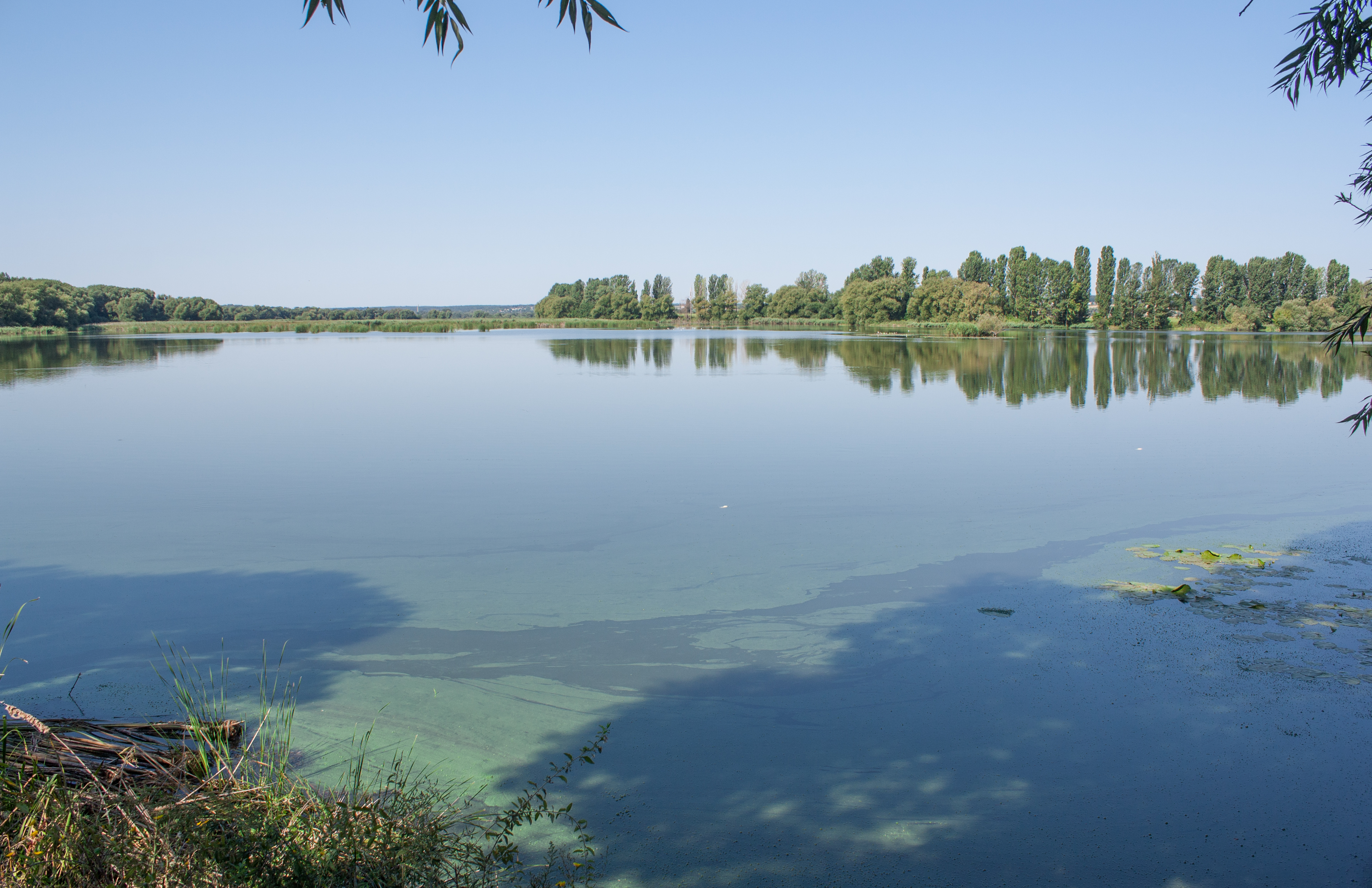
Ставок на річці в селі Скибинці
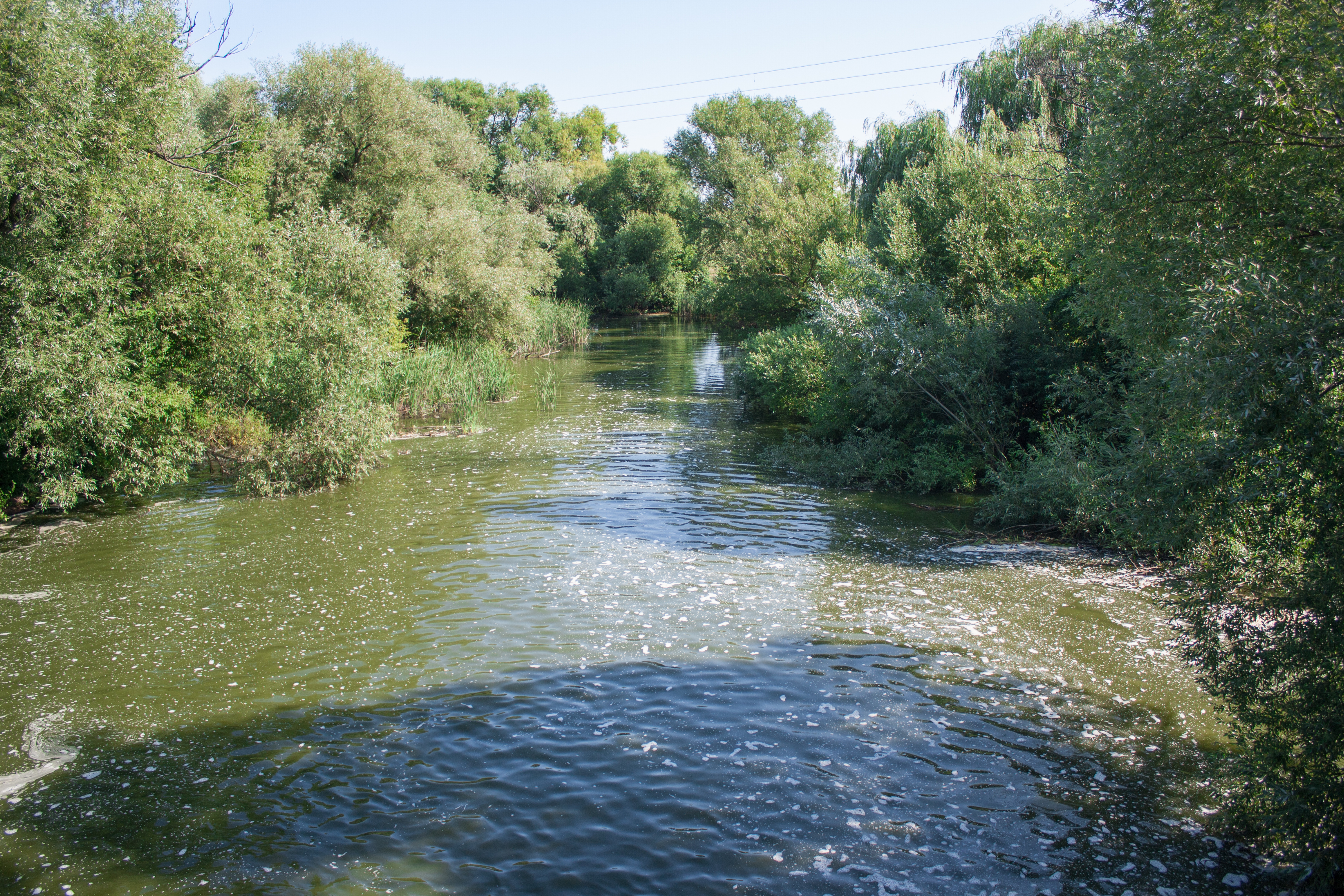
Річка в селі Скибинці